# Sarcoglottis
Sarcoglottis – rodzaj roślin z rodziny storczykowatych (Orchidaceae). Rośliny z tego rodzaju są wyłącznie naziemne, występują w bardzo zróżnicowanych środowiskach - tropikalnym, subtropikalnym, liściastym, mglistym, lasach dębowych, lasach dębowo-iglastych, w środowiskach suchych i wilgotnych, na mokradłach, sawannach, na skalistych terenach. Rośliny występują na wysokościach od poziomu morza do około 2700 m. Kwitnienie występuje przez cały rok, ale różni się w zależności od gatunku. Rośliny rosnące w większym nasłonecznieniu nie gubią liści podczas kwitnienia, zaś te rosnące  większym zacienieniu zazwyczaj zrzucają liście w czasie kwitnienia.
Rośliny z tego rodzaju występują na terenie takich krajów jak Meksyk, Brazylia, Belize, Kostaryka, Salwador, Gwatemala, Honduras, Nikaragua, Panama, Gujana Francuska, Gujana, Surinam, Wenezuela, Argentyna, Paragwaj, Boliwia, Kolumbia, Peru, Ekwador oraz na wyspach Karaibów, na Trynidadzie i Tobago oraz na Wyspach Nawietrznych.

## Morfologia
Liczne mięsiste, cylindryczne korzenie, tworzące zwartą siatkę. Liście rosnące w skupisku, tworząc rozetę. Kwiatostan z dużą ilością kwiatów, rzadko 1-2 (Sarcoglottis uliginosa). Kwiaty rozmieszczone horyzontalnie, zielone, żółte, białe, różowe, brązowe lub dość często kombinacje tych kolorów. Warżka zrośnięta z bocznym płatkiem przy nasadzie. Torebka elipsoidalna do cylindryczno-wrzecionowatej, nasiona wąsko wrzecionowate.

## Systematyka
Rodzaj sklasyfikowany do podplemienia Spiranthinae w plemieniu Cranichideae, podrodzina storczykowe (Orchidoideae) w rodzinie storczykowatych (Orchidaceae), rząd szparagowce (Asparagales) w obrębie roślin jednoliściennych.
Wykaz gatunków
- Sarcoglottis acaulis (Sm.) Schltr.
- Sarcoglottis acutata (Rchb.f. & Warm.) Garay
- Sarcoglottis alexandri Schltr. ex Mansf.
- Sarcoglottis amazonica Pabst
- Sarcoglottis assurgens (Rchb.f.) Schltr.
- Sarcoglottis biflora (Vell.) Schltr.
- Sarcoglottis calcicola Bogarín & Pupulin
- Sarcoglottis catharinensis Mancinelli & E.C.Smidt
- Sarcoglottis cerina (Lindl.) P.N.Don
- Sarcoglottis curvisepala Szlach. & Rutk.
- Sarcoglottis degranvillei Szlach. & Veyret
- Sarcoglottis depinctrix Christenson & Toscano
- Sarcoglottis fasciculata (Vell.) Schltr.
- Sarcoglottis glaucescens Schltr.
- Sarcoglottis gonzalezii L.C.Menezes
- Sarcoglottis grandiflora (Hook.) Klotzsch
- Sarcoglottis heringeri Pabst
- Sarcoglottis herzogii Schltr.
- Sarcoglottis homalogastra (Rchb.f. & Warm.) Schltr.
- Sarcoglottis hunteriana Schltr.
- Sarcoglottis itararensis (Kraenzl.) Hoehne
- Sarcoglottis juergensii Schltr.
- Sarcoglottis lehmannii Garay
- Sarcoglottis lobata (Lindl.) P.N.Don
- Sarcoglottis maasorum Pabst
- Sarcoglottis magdalenensis (Brade & Pabst) Pabst
- Sarcoglottis maroaensis G.A.Romero & Carnevali
- Sarcoglottis matogrossensis Engels & E.C.Smidt
- Sarcoglottis metallica (Rolfe) Schltr.
- Sarcoglottis micrantha Christenson
- Sarcoglottis neglecta Christenson
- Sarcoglottis neillii Salazar & Tobar
- Sarcoglottis pauciflora (Kuntze) Schltr.
- Sarcoglottis portillae Christenson
- Sarcoglottis powellii Schltr.
- Sarcoglottis pseudovillosa Mytnik, Rutk. & Szlach.
- Sarcoglottis riocontensis E.C.Smidt & Toscano
- Sarcoglottis rosulata (Lindl.) P.N.Don
- Sarcoglottis sceptrodes (Rchb.f.) Schltr.
- Sarcoglottis schaffneri (Rchb.f.) Ames
- Sarcoglottis schwackei (Cogn.) Schltr.
- Sarcoglottis scintillans (E.W.Greenw.) Salazar & Soto Arenas
- Sarcoglottis smithii (Rchb.f.) Schltr.
- Sarcoglottis stergiosii Carnevali & I.Ramírez
- Sarcoglottis tirolensis Burns-Bal. & Merc.S.Foster
- Sarcoglottis turkeliae Christenson
- Sarcoglottis uliginosa Barb.Rodr.
- Sarcoglottis umbrosa (Barb.Rodr.) Schltr.
- Sarcoglottis ventricosa (Vell.) Hoehne
- Sarcoglottis veyretiae Szlach.
- Sarcoglottis villosa (Poepp. & Endl.) Schltr.
- Sarcoglottis viscosa Szlach. & Rutk.
- Sarcoglottis woodsonii (L.O.Williams) Garay